# Grotte de Cotencher
La grotte de Cotencher est une cavité du massif du Jura située dans le canton de Neuchâtel, en Suisse. Il s'agit d'un site moustérien d'altitude qui représente le premier exemple du genre à être découvert en Suisse en 1867 et qui a ainsi servi de référence pour les recherches sur la faune contemporaine du Moustérien dès les premières grandes fouilles (1916-1918). La cavité est principalement connue pour avoir livré un grand nombre de pièces lithiques (450 environ), ainsi que des restes humains néandertaliens.
À la suite de récents travaux, la grotte a été rouverte au public en 2018 et est accessible de juin à septembre dans le cadre de visites animées par un guide expert . Quant aux trouvailles faites sur le site, une partie est exposée au Laténium dans l'espace intitulé "Au pays du Grand Ours", tout comme une coupe prélevée sur place montrant la stratigraphie du site, alors que des restes osseux mis au jour lors des premières fouilles en 1867, dont des canines et pattes d'ours des cavernes, peuvent être admirés au Musée de l'Areuse, situé à Boudry.

## Localisation et situation géologique
La grotte de Cotencher s'ouvre sur le territoire de la commune de Rochefort. Elle est localisée au débouché du Val-de-Travers, sur le versant nord des gorges de l'Areuse, qui coule 130 m en contrebas. Son altitude est de 660 m. Sur le sommet de l'éperon rocheux au cœur duquel se trouve la grotte de Cotencher, s'élevait le château de Rochefort et il n'est pas impossible que des activités de faux-monnayage aient lié les deux sites lors du Moyen Âge.
La grotte est située sur le flanc oriental d'un anticlinal ; le pendage des couches stratigraphiques au niveau de la grotte est estimé à 15–20° vers l'est. Elle est située au sein de couches de calcaire à taches jaunes datant du Malm supérieur ; quelques dizaines de mètres au sud, on passe à un banc à Nérinées surplombant les couches de calcaire massif datant du Kimméridgien.

## Caractéristiques
La longueur de la cavité est de 18 m, pour une surface d'environ 200 m2 . Sa hauteur maximale est de 5 m. De plus, son aspect arrondi soulève l'hypothèse qu'elle ait été une cavité phréatique creusée par une infiltration d'eau dans le rocher ; il est cependant possible que la gélification des plafonds ait modifié son apparence , puisqu'elle représente un véritable piège à air froid en hiver. 
Avant les fouilles archéologiques, elle était quasiment remplie de sédiments : seul un accès exigu sous le porche permettait d'y accéder en rampant. Ces sédiments ont un très grand intérêt scientifique, puisqu'ils ont été protégés de l'érosion glaciaire qui a détruit les sols de la région et leur contenu archéologique lors du Dernier Maximum Glaciaire. Ils peuvent donc apporter beaucoup d'informations au sujet de l'environnement qui entourait la grotte lors des stades interglaciaires et la stratigraphie de la cavité représente en outre une référence minéralogique pour le Pléistocène jurassien et ses alentours.

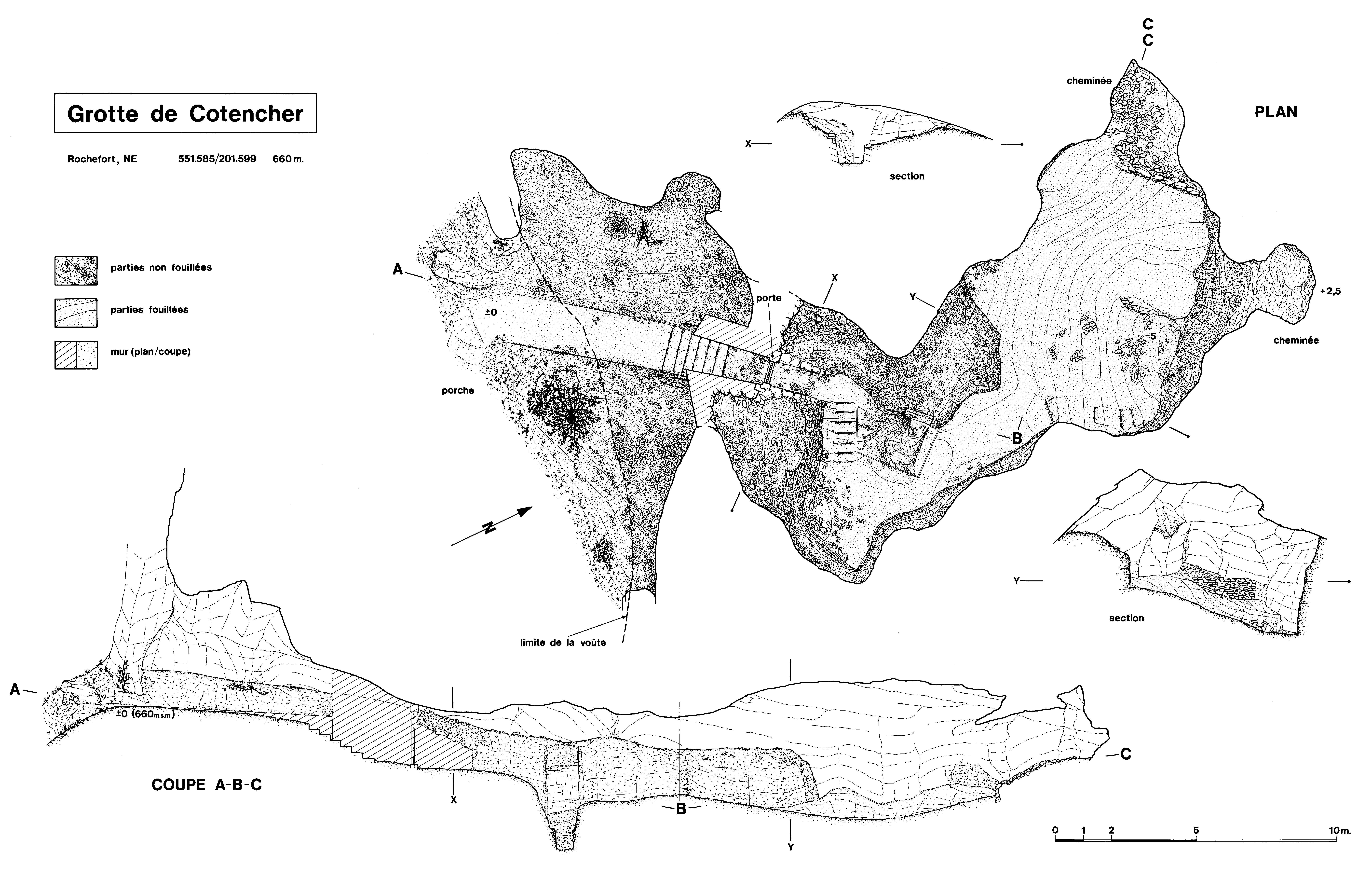
Plan topographique de la grotte de Cotencher

## Historique

### Découverte du site
La grotte de Cotencher (ou parfois "Cottencher") est mentionnée dès 1523, mais c'est lors de travaux de construction sur la voie de chemin de fer "franco-suisse", le long du Val-de-Travers, effectués durant la seconde moitié du XIXe siècle, qu'elle fut découverte. Les deux chercheurs Henri-Louis Otz et Charles Knab conduisirent alors les premières fouilles de la grotte durant l'année 1867 en réalisant deux tranchées où ils identifièrent, entre autres, des ossements d'ours des cavernes, qu'ils considèrent alors comme une accumulation d'origine anthropique. L'importance de la cavité est très tôt reconnue puisque Edouard Desor en fait un modèle type de la grotte dans son article Essai de classification des cavernes du Jura datant de 1872.

### Les premières grandes fouilles
Les premières grandes fouilles archéologiques furent réalisées durant les années 1916 à 1918 par le géologue Auguste Dubois et le paléontologue Hans Georg Stehlin. Lors de ces campagnes, ces savants identifièrent les premières traces d'activité humaine dans la grotte. Ils livrèrent alors une première lecture de la stratigraphie des sédiments, identifiant les couches suivantes (de la plus jeune à la plus ancienne) : "éboulis" contenant des restes archéologiques de l’Holocène ; "argiles blanches" ; "couches à galets" ; "couche brune" ; argile du fond. Ils constatèrent que la "couche brune" et surtout la "couche à galets" étaient très riches en matériel paléontologique et archéologique. Dans la première, ils trouvèrent notamment des ossements d'ours brûlés et calcinés près de grosses pierres recouvertes d'un enduit charbonneux. Dans la seconde, ils dégagèrent des milliers d'ossements appartenant à une soixantaine d'espèces animales, et plus de 400 objets lithiques moustériens, attestant la présence de Néandertaliens durant la période de formation de ces couches.

#### Restes lithiques

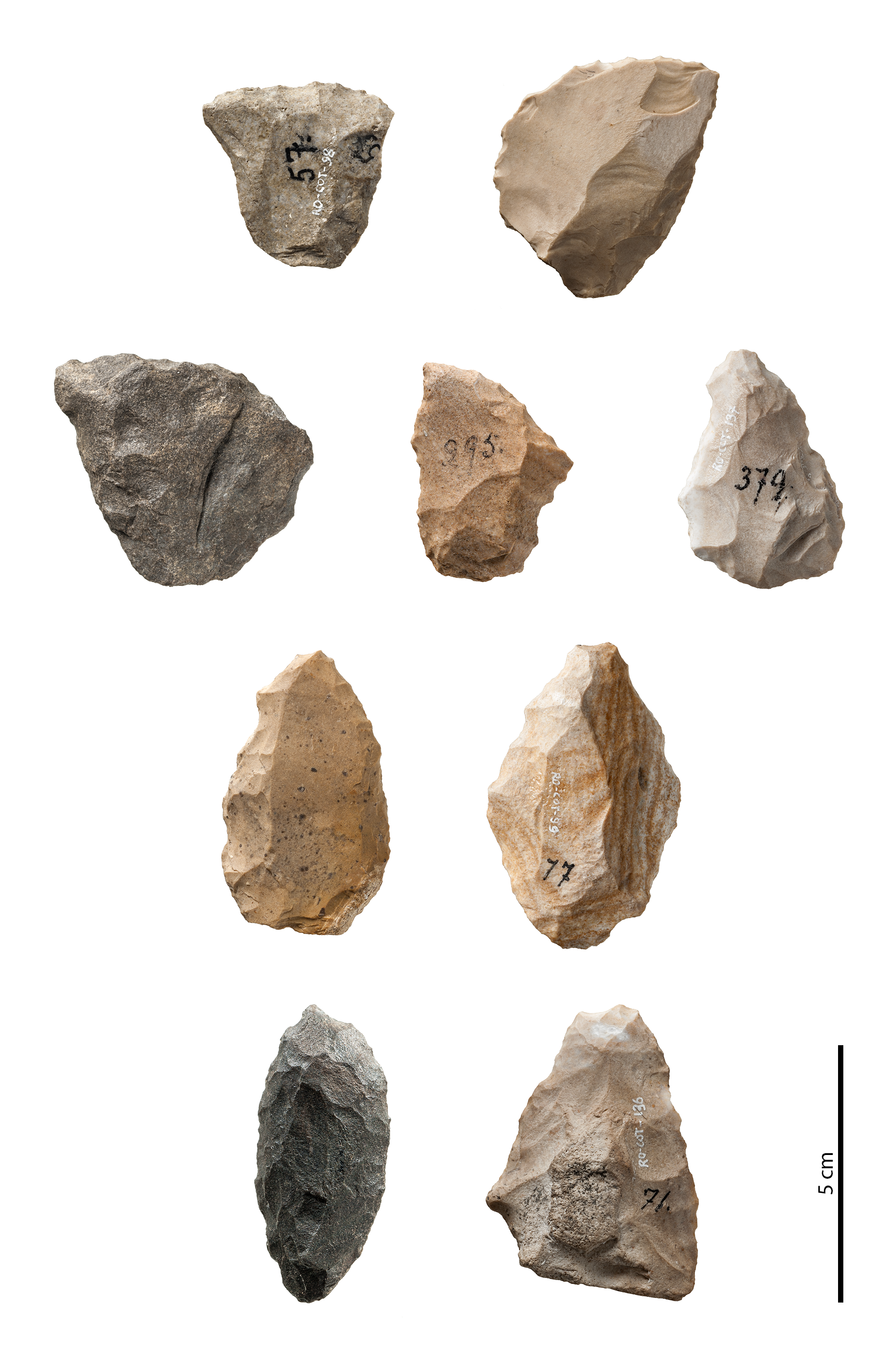
Outils néandertaliens retrouvés dans la grotte de Cotencher.

Sur les 600 m3 de contenu sédimentaire de la grotte, ils fouillèrent 300 m3, et dégagèrent un total de 416 vestiges lithiques, ce qui représente une grande majorité du matériel trouvé sur le site depuis sa découverte. Ces vestiges sont principalement des éclats et des fragments d'éclats, mais également quelques nucléi de type discoïde pour la plupart, et des produits laminaires. En outre, leur homogénéité laisse penser à une occupation unique du site, voire plusieurs occupations peu espacées dans la temps . Ces restes ont permis d'attester le recours à un débitage non Levallois pour la majorité, bien que des indices de débitage Levallois et Kombewa aient également été observés. Une importante partie du mobilier lithique est composé de racloirs, donnant le reflet d'un Moustérien dominé par le racloir et dont le débitage discoïde et l'outillage rappellent les découvertes de type Quina oriental. Les matériaux en eux-mêmes sont  majoritairement locaux, puisque la plupart a été extrait dans un rayon de moins de 5 kilomètres et sont composés surtout de silex valanginien. 

### Restes néandertaliens
L'une des découvertes majeures du site fut effectuée par le Dr. H.-F. Moll, alors qu'il se livrait à une simple visite de la cavité en 1964 ; il exhuma de la "couche brune" un maxillaire supérieur de Néandertalien qui appartiendrait, selon une étude anthropologique réalisée en 1981 par Roland Bay, à un sujet féminin d'une quarantaine d'années. Cette étude a permis de rapprocher cet individu avec des types de Néandertaliens présents dans la grotte de l'Hortus (Hérault, France), ce qui pourrait impliquer des contacts entre les populations du Jura suisse et de la région rhodanienne française. Ce maxillaire supérieur est le plus important reste néandertalien de Suisse connu à ce jour. Il représente, avec l'incisive de Saint-Brais, les deux seuls ossements de cet hominidé retrouvés en Suisse.

### Reprise de la stratigraphie
De nouvelles fouilles, nées d'une collaboration entre le Service cantonal d'archéologie de Neuchâtel et l'Institut de préhistoire de l'université de Bâle, ont eu lieu en 1988, avec pour objectif principal d'affiner la stratigraphie du site. Ainsi, P. Rentzel et ses collaborateurs ont identifié sept couches de sédiments, notamment (de la plus jeune à la plus ancienne) : dépôts cryoclastiques de l'Holocène (Couche I) ; deux couches post-glaciaires à texture fine (II et III) ; une couche de galets interpléniglaciaire (V) ; une couche de sédiments remaniés de l'Éémien (VI). 
| Couches | Description d'après Deák et al. (2019) | Description de Rentzel (1990)                                                                  | Description de Dubois et Stehlin (1932-1933)              |
| ------- | --- | ---------------------------------------------------------------------------------------------- | --------------------------------------------------------- |
| 1       | Fragments de calcaire anguleux et plus ou moins aplatis (2–14 cm de diamètre) dans une matrice de limon granuleux humifère                                                                                                   | I: Plusieurs niveaux cryoclastiques datant de la Protohistoire et du Moyen Âge                 | Éboulis contenant des restes archéologiques de l'Holocène |
| 2       | Limon granuleux blanc fortement poreux avec fragments de calcaire anguleux ordinaires(5–12 cm de diamètre) dans sa partie supérieure et quelques petits fragments de calcaire (2–3 cm de diamètre) dans sa partie inférieure | II: Limons jaunes                                                                              | Argile blanche stérile                                    |
| 3       | Limon gris argilo-sableux homogène | II: Limons jaunes                                                                              | Argile blanche stérile                                    |
| 4       | Limon argilo-sableux légèrement brunâtre avec fragments de roche anguleux ordinaires(3–5 cm de diamètre) | II: Limons jaunes                                                                              | Argile blanche stérile                                    |
| 5       | Limon sableux, légèrement argileux gris clair/blanc. Datation IRSL: 26.5 ± 2.8 ka | II: Limons jaunes                                                                              | Argile blanche stérile                                    |
| 6       | Ancien niveau de gravier: 0,5–11 cm de profondeur, gravier calcaire anguleux ou sub-arrondi | II: Limons jaunes                                                                              | Argile blanche stérile                                    |
| 7       | Sédiments limoneux à argilo-limoneux homogènes, gris clair. Datation IRSL: 30.6 ± 3.0 ka | II: Limons jaunes                                                                              | Argile blanche stérile                                    |
| 8       | Sable blanc fin blanchi, bien trié. Datation IRSL: 36.6 ± 3.8 ka | II: Limons jaunes                                                                              | Argile blanche stérile                                    |
| 9       | Sédiment argileux gris-brunâtre | III: Sédiments limono-argileux                                                                 | Argile blanche stérile                                    |
| 10      | Rochers calcaires anguleux (10–20 cm de diamètre) et graviers calcaires arrondis / sous-arrondis | III: Sédiments limono-argileux                                                                 | Argile blanche stérile                                    |
| 11      | Sédiment hétérométrique, plutôt compact, composé de calcaire et d'un fragment de roche cristalline dans un matériau limoneux fin, légèrement humifère, brun grisâtre                                                         | IV: Succession de graviers à matrice sablo-limoneuse                                           | Argile blanche stérile                                    |
| 12      | Couche graveleuse contenant des graviers anguleux, sub-arrondis et arrondis, dans un matériau fin limono-sableux humifère | V: Dépôts à éléments calcaires et galets dans une matrice limono-sableuse                      | "Couche à galets"                                         |
| 13      | Sable limoneux à argilo-limoneux brun clair, avec de petits graviers (±3mm de diamètre). Datation IRSL: 72.5 ± 9.4 ka | VIb: Alternance de lits limoneux et de lentilles sableuses                                     | "Couche à galets"                                         |
| 14      | Dépôt de sable fin bien trié, stratifié, jaunâtre-verdâtre, présent sous forme de taches ir-régulières à la partie supérieure de la couche 15 ou incorporé dans sa partie supérieure                                         | VIb: Alternance de lits limoneux et de lentilles sableuses                                     | "Couche à galets"                                         |
| 15/16   | Limon sableux orange avec quelques fragments de roches calcaires plutôt altérés (5–8 cm de diamètre). Datation IRSL: 67.8 ± 3.4 ka                                                                                           | VIa: Matrice sablonneuse rougeâtre                                                             | "Couche brune"                                            |
|         | | VII: Dépôt de karst profond sous un dépôt élémentaire d'éléments calcaires grossiers encroutés | Argile du fond                                            |

En plus de la première topographie du site, trois datations au carbone 14 ont été établies à partir de charbons de bois provenant de la "couche brune" et de la "couche à galets". Les résultats indiquent que les restes archéologiques ont au minimum 40 000 ans. Ces analyses sédimentologiques et minéralogiques renforcent le statut de stratigraphie de référence de la grotte pour le Pléistocène du Jura et de ses alentours. Les synthèses de Jean-Marie Le Tensorer et Sébastien Bernard-Guelle postulent que le site aurait servi avant tout d'habitat-refuge (en) temporaire, ce qui est en accord avec la possibilité d'une population jurassienne en déplacement saisonnier. 

#### Restes fauniques

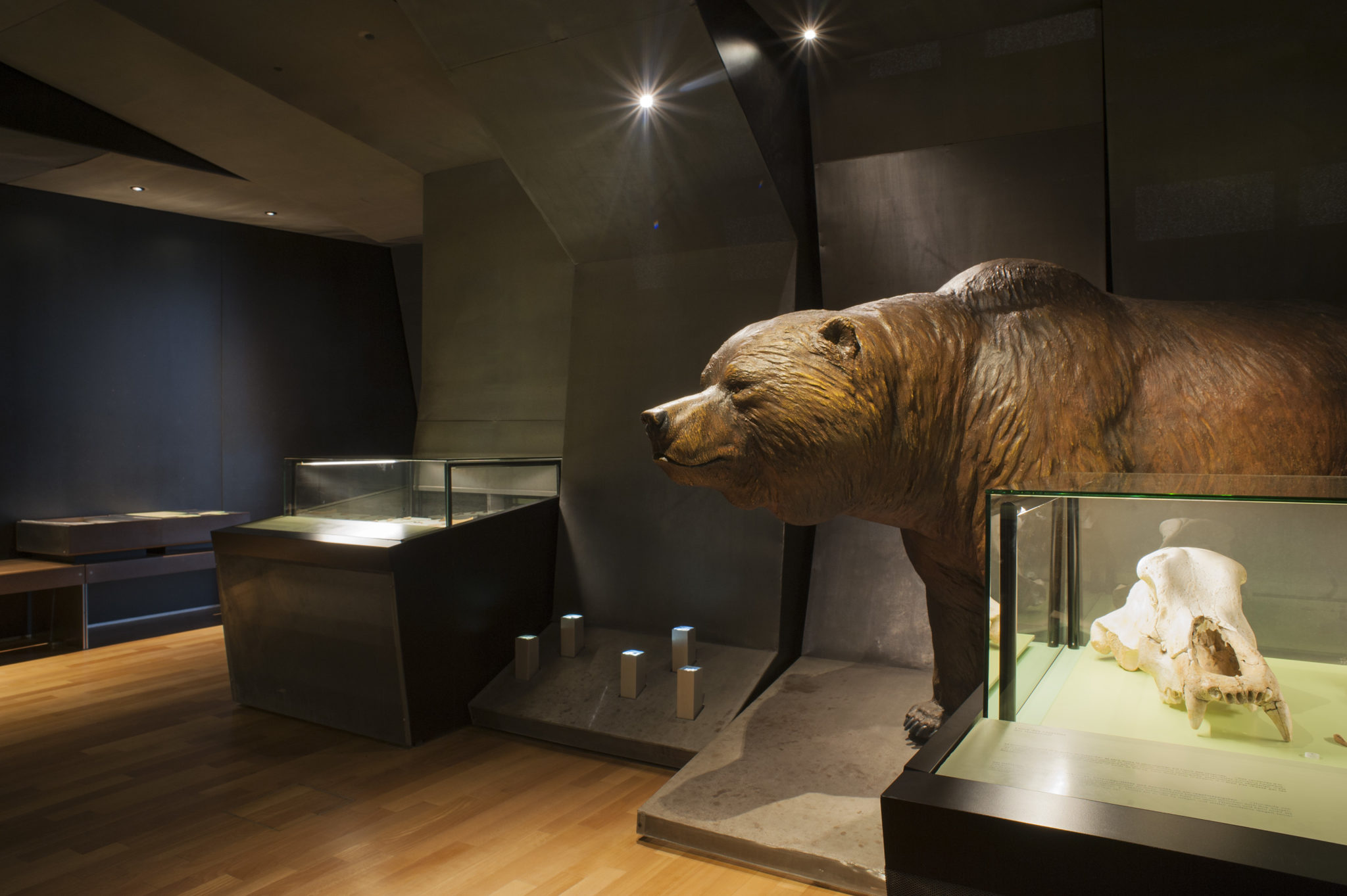
Espace "Au pays du grand ours", Laténium parc et musée d'archéologie.

Trouvés principalement dans la "couche brune" et la "couche à galets", les restes fauniques sont en grande partie constitués d'ossements d'Ursus spelaeus. Cependant, ils comprennent d'autres espèces éteintes comme le lion des cavernes et le rhinocéros laineux pour la couche V. Mais également des espèces vivant toujours dans nos régions tels le chat sauvage, le lynx, le loup et le renard commun en ce qui concerne la couche V, ainsi que la martre, l'hermine, le putois, la belette, le cheval, le cerf élaphe, le bouquetin, le chamois, le sanglier, le lièvre variable, la marmotte, le campagnol, le hamster, plusieurs batraciens, poissons et oiseaux, ainsi que la chauve-souris dans la couche VI. De même, y ont été trouvées des espèces ayant quitté nos régions comme la panthère, le cuon, le renard polaire et le renne dans la couche V, ainsi que le glouton et le lemming à collier dans la couche VI. Il est difficile de déterminer la part d'implication anthropique dans ce regroupement osseux, mis à part deux ossements portant des traces de manipulation.
Alors que certains spécialistes ont voulu y voir, compte tenu de la présence d'espèces différentes selon la couche, un interstade avec une faune glaciaire mais abritée par un biotope tempéré contenant principalement des arbres et arbustes pour la couche V, la couche VI serait le reflet d'une période légèrement plus froide où prospéraient les herbacés. Cette hypothèse est toutefois discutée, dans la mesure où le site a fait l'objet de remaniements sédimentaires successifs, tel celui ayant accompagné le retrait du glacier würmien lors du Pléniglacaire inférieur.

### Fouilles récentes
En 2016, de nouvelles fouilles ont été engagées, dans le cadre du "Projet Cotencher" mis sur pied par la section archéologie de l'Office du patrimoine et de l'archéologie du canton de Neuchâtel (OPAN) en partenariat avec l'Association de la maison de la nature neuchâteloise. Le but de ce projet interdisciplinaire étant de sensibiliser et d'éduquer la population au sujet du patrimoine naturel et archéologique, le site de Cotencher a bénéficié du remplacement de ses anciens aménagements afin d'une part, de protéger la substance archéologique et, d'autre part, de rendre à nouveau possible la visite de la grotte. Le projet prend également en compte la sauvegarde de la faune cavernicole, en particulier en ce qui concerne les chauves-souris, dont 2 des 7 espèces ayant été aperçues sur le site sont en danger d'extinction soit en Suisse, soit même sur une plus grande échelle : la Barbastelle d'Europe et le Grand Rhinolophe.

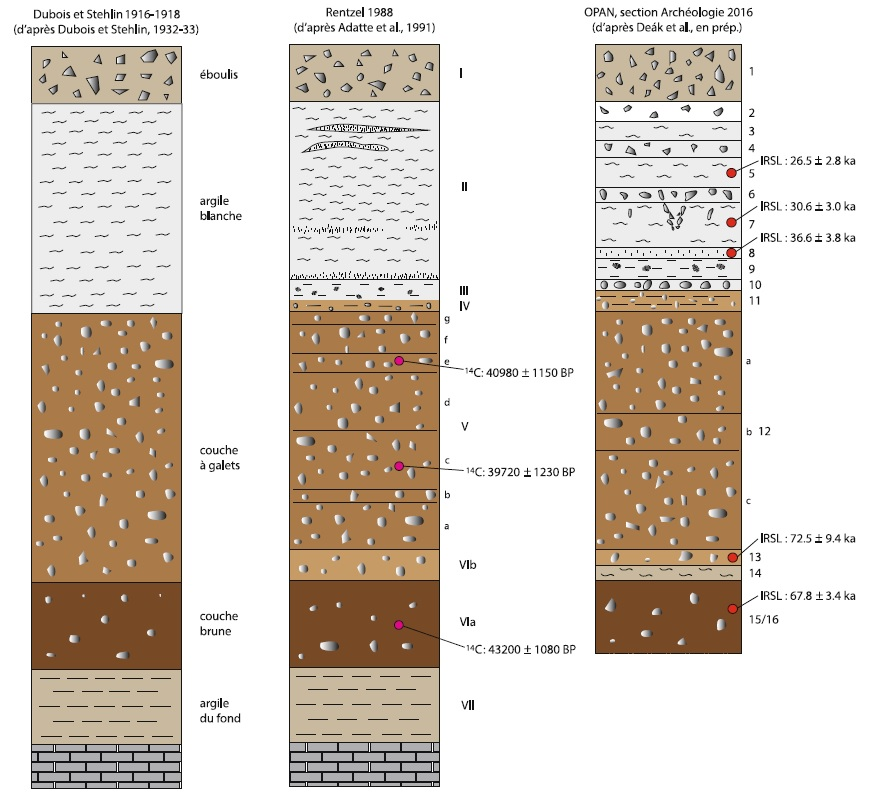
Stratigraphie de la grotte de Cotencher.

#### Innovations dans les techniques de fouille
De nouvelles techniques encore non utilisées sur le site ont été appliquées et ont permis la découverte d'un nouveau corpus d'objets en pierre taillée, ainsi que de restes osseux, dont certains ont notamment été trouvés dans la "couche d'argile blanche" qui avait été caractérisée comme stérile, et la révélation grâce à la méthode de datation IRSL de dates bien plus anciennes que celles précédemment établies, puisqu'elles ont estimé l'installation des Néandertaliens à au moins 70 000 ans avant aujourd'hui. Les découvertes de déchets de fabrication et d'un nouveau racloir en silex rappellent également l'exploitation des matériaux et biotopes disponibles aux alentours de la caverne. Les activités humaines ont en effet eu lieu principalement sous le porche de la caverne.
Les nouvelles méthodes comprennent également  la topométrie, la photogrammétrie et la modélisation 3D. Ainsi ont été réalisés la documentation d'environ 14 m2 de surface, 3 modèles 3D de deux sondages et 8 coupes stratigraphiques par décapages contrôlés. De plus, une topographie de la grotte en 3D réalisée par l'Institut suisse de spéléologie et de karstologie (ISSKA) rend l'aspect de la grotte avant les travaux de septembre 2017 et un jumeau digital de l'entièreté de la cavité obtenu par Laserscan grâce aux travaux de l'entreprise Archéo développement est disponible en ligne.

#### Chronologie sédimentologique
Les nouvelles analyses ont notamment permis la mise en place d'une nouvelle chronologie, plus précise et mettant en évidence de nombreux événements climatologiques (du plus récent au plus ancien) :
- période de réchauffement climatique après le Dernier Maximum Glaciaire (couche 2 à 4) ;
- lors du Dernier Maximum Glaciaire, aux alentours de (+/-) 26'000 BP et 36'000 BP, un glacier aurait bouché l'entrée de la cavité pendant un certain temps (couches 5 à 11) ;
- un glacier d'origine locale aurait occupé la région du Val-de-Travers pendant des milliers d'années, avant d'être remplacé par des glaciers alpins (couches 8 - 10) ;
- une période clémente d'avant le Dernier Maximum Glaciaire, dans laquelle on trouve la "couche à galets", et dont les sédiments ont été emportés dans la grotte de Cotencher par un phénomène de solifluxion (couche 12) ;
- une période très froide, ou même glaciaire, autour de 70'000 BP, avec un glacier local obstruant l'entrée de la cavité (couches 14/17) ;
- un réchauffement, au climat plus chaud que celui qu'on trouve de nos jours dans la région, entre 127'000 et 110'000 BP, qui comprend la "couche brune" (couches 21 à 24)[34].

### Filmographie
La grotte de Cotencher : une plongée au cœur de la préhistoire